# Центар за породични смештај деце у Милошевцу
Центар за породични смештај деце, Милошевац је установа социјалне заштите који, у складу са законом који уређује област социјалне заштите и законом који уређује породичне односе, као и прописима донетим за њихово спровођење – врши припрему, процену и обуку будућих хранитеља и усвојитеља, пружа подршку хранитељима односно породицама које пружају услугу породичног смештаја и усвојитељима, извештава центар за социјални рад о раду хранитеља и функционисању породица које пружају услугу породичног смештаја и предлаже мере ради отклањања евентуалних пропуста  и обавља друге послове у складу са законом и другим пропустом (Закон о социјалној заштити „Службени гласник“ РС бр 24/11, Уредби о мрежи установа социјалне заштите „Службени гласник“ РС  број 16/2012).

## Историјат
Установа за породични смештај деце у Милошевцу основана је на основу одредаба Правилника за колоније, одојчад и малу децу, који је објављен у „Службеном гласнику“ 6. октобра 1929. године. Писана документа о оснивању установе нису сачувана, постоји само уписна књига (матична књига) деце Завода за здравствену заштиту мајки и деце из Београда, која је вођена за Дечију колонију у Милошевцу. Развој Центра за породични смештај и усвојење Милошевац (Центар) почиње на иницијативу Завода за заштиту мајке и детета из Београда. Током дугог периода постојања у више наврата су мењани називи Центра, односно Колоније, али је циљ постојања увек био исти – а то је брига о деци којима је из било ког разлога ускраћено одрастање у биолошкој породици. Конкретни кораци су предузети 29. марта 1931. године усвојењем шесторо деце. Тадашња дечија колонија је од почетка имала значајну подршку из Београда. У периоду Другог светског рата 1941.-1945. године било је веома тешко Центру и хранитељима, јер нису могли да добију никакву помоћ из Београда на име издржавања деце. Издржавали су децу из сопствених прихода, који су, због ратног стања били знатно нижи.
Након ослобођења Колонију је преузео Црвени крст, касније Савет за социјално старање и комунална питања НРС, а од 1960. године оснивач је Скупштина општине. Од 1963. године установа ради као Центар за породични смештај деце (Породични смештај деце Милошевац, 1979).

## Делатност
Центар за породични смештај организује и непосредно врши смештај у друге породице децу без родитељског старања, врши увид у рад и пружа стручну помоћ породици којој је дете поверено на збрињавање и васпитање све док се не обезбеде услови за његов повратак у сопствену породицу, односно до оспособљавања за самосталан живот и рад.
У Центру су за рад са децом задужени: психолози, дефектолози, социјални радници, васпитачи, управно и помоћно особље. Децу сваке године посећују и социјлани радници из општина са чијих подручја деца потичу. Постоји јака умреженост веза између центра и хранитељске породице, као и центра и школе. Центар обезбеђује и адекватан третман деце ометене у развоју.
Центар за породични смештај деце у Милошевцу је јединствена установа по томе што не припада ни једном центру за социјални рад. Као самостална установа има сопствене принципе организације и методологије рада.
Постоји низ критеријума које једна породица мора да испуни како би била укључена у програм хранитљства.  Почетак процеса је подношење молбе, у писаној форми, да се постане хранитељска породица. За разматрање потенцијалних хранитеља, као и за праћење функционисања постојеће хранитељске породице формира се стручна група коју чине педагог, психолог и социјални радник. Одабир породице, која ће постати хранитељска породица, зависи првенствено од потреба детета, тако да се не може говорити о општим критеријумима који су примењиви у свим случајевима.
Период одрастања детета прате различите фазе, те се неретко дешава да у осетљивим фазама одрастања буде и проблема, у оваквим случајевима помоћ, односно интервенција Центра је расположива хранитељским породицама.
Трајање породичног смештаја је привременог карактера и, по правилу, траје док трају околности због којих је дете упућено у Центар.
Дугогодишње постојање Центра јасно указује на то да је програм хранитељства прихваћен и негован деценијама. Функционисање основног образовања, здравствене заштите и ван наставних активности је веома развијено за кориснике услуга овог Центра. Разлике међу децом не постоје, имају иста права у сваком смислу те речи. Колико је развијена свест о важности Центра говори и чињеница да су мештани поклонили плац и кућу за развој инклузивног центра, намењен да помогне организацију бољег одрастања деце са посебним потребама.
Интересантно је поменути и то да многа деца која одрасту у хранитељским породицама, наставе живот у Милошевцу, а неретко и сами постану хранитељи (Милошевац у књигама и народним казивањима,2012).